# The Naked Brothers Band
The Naked Brothers Band è una serie televisiva creata da Polly Draper nel 2007 e trasmessa da Nickelodeon a partire dal 3 febbraio dello stesso anno.
La serie, che è lo spin-off del film The Naked Brothers Band: The Movie, racconta le vicende di due fratelli-prodigio cantanti di New York, Nat e Alex Wolff, che formano un gruppo musicale insieme con i loro amici Allie "Rosalina" DiMeco, David Levi, Thomas Batuello e Quaasim Middleton.
La sigla della serie TV è la canzone If That's Not Love, scritta e cantata da Nat Wolff. Durante la sigla, vengono mostrati alcuni spezzoni tratti dal film The Naked Brothers Band: The Movie e da episodi della prima stagione.
La serie è stata trasmessa anche in Italia su TeenNick, Rai 2 e Rai Gulp.

## Episodi
| Stagione         | Episodi | Prima TV USA | Prima TV Italia |
| ---------------- | ------- | ------------ | --------------- |
| Prima stagione   | 13      | 2007         | 2009            |
| Seconda stagione | 15      | 2008         | 2009            |
| Terza stagione   | 12      | 2008-2009    | 2010            |
| Episodi speciali | 2       | 2007-2009    | Inediti         |

## Cast

### Personaggi principali
- Nat Wolff, nel ruolo di sé stesso, è il leader del gruppo, autore delle canzoni, cantante e tastierista. Si innamora di Rosalina, alla quale sono ispirate molte canzoni tra le quali Girl Of My Dreams, Rosalina e Beautiful Eyes, e con cui si fidanza al termine della seconda stagione.
- Alex Wolff, nel ruolo di sé stesso, fratello di Nat, batterista, autore di alcune canzoni quali I Could Be, Alien Clones e Three Is Enough è uno Skater e infatti grazie a questo sport conoscerà Juanita. Si ritiene fidanzato con Jesse, la sua babysitter, alla quale spesso si rivolge chiamandola "Donna".
- Thomas Batuello, nel ruolo di sé stesso, violoncellista, è molto amico di David e in una puntata della seconda stagione sarà geloso della fama di Nat.
- Allie DiMeco chiamata anche Rosalina, nel ruolo di sé stessa, bassista. Si innamora di Nat, con cui si fidanza al termine della seconda stagione.
- David Julian Levi, nel ruolo di sé stesso, tastierista. Ha un cane di nome E.T. a cui è molto legato.
- Qaasim Middleton, nel ruolo di sé stesso, chitarrista. Pensa di essere un play-boy anche se con le ragazze non gli va tanto male.
- Cooper Pillot, nel ruolo di sé stesso, manager della band. È solito vestire in giacca e cravatta, e porta dei grossi occhiali. Si innamorerà della Signorina Scoggins e infatti nella prima stagione avrà problemi ad invitarla ad uscire e così coinvolgerà Nat e Rosalina.
- Jesse Draper, nel ruolo di sé stessa, è la babysitter e ballerina della band.
- Michael Wolff, nel ruolo di sé stesso, goffo padre di Nat e Alex. Ama suonare la fisarmonica e vorrebbe far parte della band.  In un episodio della seconda serie, interpreta anche il ruolo di suo fratello gemello, Miles Wolff. Si innamora di Betty che poi perderà a causa di suo fratello.

### Altri personaggi
- Tim Draper, nel ruolo di [Joe] Schmoke, preside della Amigos School, frequentata dai componenti della band.
- Daniel Raymont, nel ruolo del regista dei video durante la prima serie, di Wing nella seconda, e di Abdul in un episodio della terza serie.
- Catherine Curtain, nel ruolo di Betty.
- Emily Richardson, nel ruolo della signorina Patty Scoggins, di cui Cooper si invaghisce.
- Teala Dunn, nel ruolo di Juanita, amica di Alex.
- Billy Draper, nel ruolo di Billy Timmerman, uno dei membri della band “Gli adorabili fratelli Timmerman”.
- Adam Draper, nel ruolo di Donnie Timmerman, uno dei membri della band “Gli adorabili fratelli Timmerman”.
- Coulter Mulligan, nel ruolo di Johnny Timmerman, uno dei membri della band “Gli adorabili fratelli Timmerman”.
- Eleanor Draper, nel ruolo di Tessy, sorella di Jesse.
- Lisa Mulligan, nel ruolo di Bessy, sorella di Jesse.
- Kristina Reyes, nel ruolo di sé stessa, che appare nella terza stagione come bassista sostituto di Rosalina.
- Tuffy Questell, nel ruolo di sé stesso, autista della band.

Numerosi i cameo di personaggi celebri nei vari episodi della serie: Dave Atell, Natasha Bedingfield, Phil Collins, Miranda Cosgrove, David Desrosiers, Tobin Esperance, Whoopi Goldberg, Tony Hawk, Victoria Justice, George Lopez, Joel Madden, Matt Pinfield, Leon Thomas G. III.